# Iduna
Iduna, Iðunn, Idunn ili Idunnor je nordijska boginja proljeća i vječne mladosti. Opisuje se kao Bragijeva žena, čuvarica zlatnih jabuka besmrtnosti koje su bogovi jeli kada su htjeli obnoviti svoju mladost.